# Star Fox 64
Star Fox 64, conegut a Austràlia i Europa com Lylat Wars, és un videojoc de tir en 3D amb aeronaus creat per a la videoconsola Nintendo 64. És un reinici del Star Fox original, i l'únic Star Fox en ser llançat per la Nintendo 64. Un remake autostereoscòpic, titulat Star Fox 64 3D, va ser publicat per a Nintendo 3DS el 2011.
Star Fox 64 va ser el primer joc de Nintendo 64 que va incloure suport pel Rumble Pak, amb el qual inicialment va venir empaquetat. El joc va vendre més de 4 milions d'exemplars des del seu llançament, convertint-se en un dels jocs més venuts del sistema. El joc va rebre elogis pels crítics gràcies als seus controls precisos, els modes multijugador, l'actuació de veu i l'ús de múltiples rutes de joc. Molts crítics i jugadors van considerar-lo com un dels millors jocs de la història.

## Jugabilitat
Star Fox 64 és un scroller shooter en 3D en el qual el jugador controla un dels vehicles pilotats per Fox McCloud, usualment un Arwing. La major part del joc té lloc en el "mode Corredor", que obliga al vehicle de Fox a seguir un camí fix a través d'un entorn. El jugador pot maniobrar una mica al llarg del camí i ralentir temporalment el vehicle, però no pot detenir-se per complet ni canviar de direcció. Alguns nivells del joc, inclosos la majoria de les baralles amb els caps prenen lloc en el "mode All-Range" (així com el mode Multijugador). En aquesta variant, el jugador pot moure's lliurement dins dels confins d'un escenari més gran per participar en el combat.
En el mode Corredor, el vehicle del jugador es pot maniobrar al llarg de la pantalla per esquivar obstacles i disparar als enemics frontals amb canons làser, així com realitzar salts mortals per esquivar als enemics que estiguin darrere o per esquivar projectils. L'Arwing també és capaç de desviar els trets enemics executant una maniobra de gir anomenada "Barrell roll" (gir de barril o tonel en termes reals d'aviació). L'Arwing i el tanc Landmaster poden carregar els seus canons làser per disparar un poderós tiro rastrejador. L'Arwing pot executar una maniobra diferent en el mode All Range: un gir Immelmann per canviar de direcció; en el joc és anomenat "U-turn" (gir en U).
Al llarg del joc, el jugador pot volar o conduir a través de potenciadores per recollir-los. Entre ells hi ha anells platejats que recarreguen els escuts del vehicle, bombes intel·ligents, millores làser, reparació d'ales, i vides extres. En la majoria dels nivells hi ha almenys tres anells daurats que en ser recollits incrementen el nivell de l'escut al màxim. Si el jugador recull reeixidament tres anells daurats addicionals en el mateix nivell, és recompensat amb una vida extra. A més de la millora màxima de l'escut, tots els potenciadores recollits es transfereixen al següent nivell. Si el jugador es queda sense vides, el joc acaba.
Represos del Star Fox original, estan els companys d'ala, que volen al costat del jugador en Airwings, i de vegades són perseguits per enemics dins del camp de visió del jugador. Si aquest falla a derrotar els enemics que ataquen a un company, el company es veurà obligat a retirar-se a la nau d'abastiment Great Fox per ser reparat i no estarà disponible per al següent nivell. Cada company d'ala ofereix una assistència diferent al jugador: Slippy Toad fa un escanejo del cap enemic i mostra el seu escut en la pantalla del jugador. Peppy Hare proporciona consells sobre el joc, i Falco Lombardi localitza ocasionalment rutes alternes al llarg dels nivells. Alguns d'aquests presenten aparicions de personatges secundaris que ajuden a l'equip.
Star Fox 64 presenta un sistema de bifurcació de nivells, en el qual els camins més difícils es desbloquegen completant certs objectius, com derrotar a un cap específic o completant el nivell dins d'un límit de temps. Totes les rutes possibles del joc comencen en Corneria, posant eventualment al jugador en contacte amb l'equip Star Wolf, i acaben en un enfrontament contra Andross.
Per agregar un major desafiament en tornar a jugar, el joc atorga medalles de condecoració, que són obtingudes completant una missió amb tots els companys d'ala intactes, o havent aconseguit un total tirs directes. Aquest total és sovint un percentatge del total d'enemics en un nivell, deixant poc marge d'error. En obtenir medalles es desbloquegen característiques addicionals, com a proves de so, i l'habilitat d'usar el tanc Landmaster o barallar a peu en el mode Multijugador. En adquirir totes les medalles es desbloqueja el mode Expert, en el qual hi ha majors enemics en cada nivell, el vehicle del jugador rep major dany (un cop directe amb un obstacle destruirà una de les ales de l'Airwing i eliminarà la possibilitat de qualsevol millora làser), i Fox usarà lents de sol com el seu pare James. En adquirir totes les medalles en mode Expert, es desbloquejarà una nova pantalla de títol en el joc.

## Multijugador
El joc compta amb suport multijugador para fins a 4 jugadors simultanis. En un inici, els jugadors poden jugar solament usant la nau Arwing, però en obtenir certes medalles en el mode Història, es pot desbloquejar el tanc Landmaster, així com l'opció de combatre a peu com un dels quatre membres de l'equip Star Fox equipats amb una bazooka. En aquesta manera és l'únic lloc on els jugadors poden usar el Landmaster amb el làser millorat.
Hi ha tres modes de joc multijugador: "point match" en el qual el jugador ha de derrocar a l'oponent un cert nombre de vegades, "battle royal" en el qual guanya l'últim jugador a ser derrocat, i un contrarellotge per destruir naus enemigues.

## Vehicles
L'Arwing és la nau principal usada per Fox McCloud. La nau pot accelerar, frenar o donar voltes per evitar els obstacles. Tots els vehicles excepte el submarí aquàtic poden també carregar els seus canons del làser per causar més dany. En alguns nivells i contra caps ocorren en una zona rectangular tancada i en aquest cas s'usa una nova maniobra que permet fer un gir de 360 graus (accelerar i amunt). En cas que l'Arwing d'alguns dels companys caigui; aquest torna a la nau d'abastiment i apareix en la missió subsegüent.
El Landmaster és un vehicle tipus tanc que s'usa en dos nivells, Mcbeth i Titania. Igual que l'Arwing, aquest tanc pot accelerar i frenar, però no pot fer salts mortals. Pot fer una volta en barril, però ja que manca el camp de força de l'Arwing, no reflecteix el foc enemic. En canvi, la volta en barril s'usa per creuar ràpidament la pantalla d'un extrem a un altre. També pot desplaçar-se per l'aire per uns segons.
El Blue Marine, vehicle dissenyat per Slippy toad, està disponible solament al planeta aquàtic Aquas. Aquest vehicle pot millorar els seus lásers bessons, però no pot disparar bombes intel·ligents; això es compensa amb una quantitat il·limitada de torpedes que no solament danyen als enemics, sinó que també produeixen esclats de llum que li permeten al jugador poder veure les profunditats de l'oceà. Els torpedes poden perseguir als enemics així com ho fa el làser carregat dels altres vehicles. Aquest submergible també pot fer un gir de barril per reflectir els trets, així com accelerar i frenar.

## Argument

### Personatges
El protagonista i personatge jugable és Fox McCloud, una guineu vermella líder de l'equip Star Fox, que defensa al sistema Lylat. El seu pare, James, va ser membre de l'equip Star Fox original, i va ser assassinat per Andross abans de l'inici del joc. L'antagonista principal del joc és Andross, un científic de Corneria que va ser exiliat a Venom després de gairebé haver destruït el planeta.
L'equip Star Fox està conformat pels mercenaris: Peppy Hare, un conill i membre de l'equip Star Fox original; Slippy Toad, una granota i el mecànic expert de l'equip; i Falco Lombardi, un falcó envanit però excel·lent combatent i millor amic de Fox. En suport de l'equip Star Fox en el seu camí per derrotar a Andross estan: el General Pepper, un gos i líder de la força militar de Corneria; Bill Grey, un bulldog amic de Fox i comandant de les unitats Bulldog i Husky; Katt, amiga i antiga companya de colla de Falco; i ROB 64 (NUS64 en la versió japonesa), el robot pilot de la Great Fox, caserna general de Star Fox, que els brinda suport en el viatge.
Els sequaços d'Andross inclouen a l'equip mercenari Star Wolf, format per: Wolf O'Donnell; Leon Powalski; Pigma Dengar, antic membre de l'equip Star Fox juntament amb James McCloud; i Andrew Oikonny, nebot d'Andross.

### Història
El malvat científic boig Andross va ser bandejat de Corneria i enviat a l'exili al planeta més allunyat del sistema Lylat, Venom, un planeta desèrtic i deshabitat, des d'on comencen a ocórrer estranys moviments paranormales, arribant aquests fins a Corneria. Un equip de pilots van ser enviats per investigar, el qual estava conformat per Pigma Dengar, James McCloud i Peppy Hare, l'antic esquadró Star Fox. Una vegada que arriben al planeta, Pigma traeix a l'equip sent Peppy i James capturats per Andross. Malgrat això, Peppy aconsegueix escapar i sobreviure.
Una vegada que torna a Corneria, Peppy li comunica a Fox McCloud la mort del seu pare, i es crea un nou equip Star Fox, liderat per Fox McCloud i que ho integren Falco Lombardi, Slippy Toad i Peppy Hare. La seva missió és acabar amb les hordes d'Andross i alliberar al sistema Lylat.

## Seqüència de missions
1. Corneria: Enter Star Fox (L'Entrada de Star Fox)
2. Meteo: Into the Asteroid Field (En el Camp d'Asteroides) (fàcil) 
Sector I: Fierce Melee (Baralla Feroç) (difícil)
3. Fortuna: Enter Star Wolf (L'Entrada de Star Wolf) (fàcil) 
Katina: Reunion (Reunió) (normal) 
Aquas: Terror of the Deep (Terror de les Profunditats) (difícil)
4. Sector X: Mystery of the Space Base (El Misteri de la Base Espacial) (fàcil)
Solar: Out of the Frying Pa... (Fora de la paella...) (normal) 
Zoness: Invasion Aftermath (Després de la Invasió) (difícil)
5. Titania: The Search for Slippy (Buscant a Slippy) (fàcil) 
Macbeth: The Forever Train (El Tren Etern) (normal) 
Sector Z: The Ambush of Great Fox (L'Emboscada de Great Fox) (difícil)
6. Bolse: The Last Hurrah (L'Últim Hurrah) (fàcil) 
Area 6: Through the Middle (A través del Mitjà) (difícil)
7. Venom: Battle with Andross (Batalla amb Andross) (fàcil) 
Venom: The Final Battle (La Batalla Final) (difícil)

## Desenvolupament
El segon joc inèdit en la sèrie Star Fox, titulat Star Fox 2, va ser desenvolupat gairebé per complet per a la consola Super Nintendo Entertainment System. Va aparèixer en diverses revistes de videojocs, com Nintendo Power, però el creador de la sèrie, Shigeru Miyamoto, volia traslladar el joc al sistema del Nintendo 64 que era més potent. En adonar-se de la millora que podia aconseguir per sobre els dos jocs del SUPER NES, Miyamoto va cancel·lar Star Fox 2 a favor d'una nova versió que combinés elements dels jocs anteriors. Miyamoto va esmentar que "... els modes All-Range, Multijugador, i l'escenari de Star Wolf són de Star Fox 2".
En ser Shigeru Miyamoto un fanàtic dels drames anglesos de marionetes, com els Thunderbirds, en desenvolupar les animacions de Star Fox 64, l'equip va fer que les boques dels personatges s'obrissin i tanquessin com si fossin titelles. Això va reduir la quantitat de treball d'animació. Les veus dels personatges van ser digitalitzades per persones reals; amb diàlegs que recolzen la història; aquesta novetat va influir a altres jocs en 3D; com Starcraft i World of Warcraft.
D'acord amb IGN, el cartutx del joc conté 4 MB d'informació de veus, mostres a 8 kHz, comprimits en un radi aproximat d'1:3 o 1:4.
El joc és conegut com a Lylat Wars en alguns països perquè Nintendo va considerar que "Star Fox" sonava molt semblant al nom de la companyia alemanya "Star Vox", i els preocupava que una batalla legal pel nom pogués retardar el joc.

## Recepció i llegat
Star Fox 64 va rebre l'aclamació de la crítica i es va convertir en un dels jocs més venuts de 1997, després de Mario Kart 64. Va vendre més de 300.000 còpies els primers cinc dies del seu llançament als Estats Units, sobrepassant els rècords de Mario Kart 64 i Super Mario 64.. Les vendes van ser menors al Japó, on es van vendre 75.595 còpies durant la primera setmana de vendes. El joc va arribar al lloc 73 del "Top 200 dels jocs de Nintendo mai fets" de la revista Nintendo Power. El lloc web GameSpot va declarar Star Fox 64 com "un clàssic instantani" i es van impressionar per les actuacions de veu. L'analista Glenn Rubenstein va apuntar que el joc era "un plaure de mirar" i li va agradar la qualitat de la cinematografia de la trama. Encara que altres crítics com en IGN van assenyalar que el joc era "extremadament repetitiu", i que la qualitat de la música no era tan bona com el Star Fox original, van elogiar el sistema de bifurcació i els "nivells dissenyats intel·ligentment", que es diu van ser fets per compensar aquests punts.
L'anàlisi de GameSpot de la versió per a la Consola Virtual del Wii li atorga un 8.3 de 10, elogiant el seu simple i entretingut mode de joc, així com les actuacions de veu. L'anàlisi diu que el joc és bo de veure malgrat la seva edat gràfica, amb un valor de repetició afegit buscant els camins amagats, però va trobar que la falta de suport de vibració és "alarmant", especialment quan va ser el primer joc a suportar el Rumble Pak.

## Remake per a 3DS
En la conferència de l'E3 de 2010, Nintendo va anunciar un remake de Star Fox 64 per la llavors propera consola Nintendo 3DS, titulat Star Fox 64 3D. Va haver-hi una demo jugable el mateix dia en la conferència. El demo tenia controls i diàlegs de personatges en la pantalla tàctil. Nintendo va afegir un tipus de control que feia ús del giroscopi del Nintendo 3DS per controlar l'Arwing a l'espai. Suporta un multiplayer fins a para 4 jugadors amb el 3DS Download Play, no obstant això, el joc no compta amb un multiplayer en línia. En la manera multiplayer, a diferència del joc original, els jugadors només poden usar l'Arwing.
El joc va sortir a la venda al Japó el 14 de juliol de 2011 i el 9 de setembre d'aquest mateix any a Amèrica i Europa. Star Fox 64 3D compta amb nou doblatges diferents entre els quals s'inclou espanyol europeu i espanyol llatinoamericà.

## Altres
- Google en referència a aquest joc va crear un doodle on si un escriu Do a Barrel Roll, el cercador farà un gir 360°[23]